# Haven Mountain
Der Haven Mountain (von englisch haven ‚Zufluchtsort, sicherer Ort‘) ist ein 2470 m hoher Berg im Australischen Antarktis-Territorium. Im nordwestlichen Teil der Britannia Range ragt er 3 km nordöstlich der Three Nunataks auf. Besonderes Kennzeichen dieses Bergs ist ein scharfgratiger und verschneiter Bergrücken im östlichen Abschnitt.
Die Mannschaft zur Erkundung des Darwin-Gletschers bei der Commonwealth Trans-Antarctic Expedition (1955–1958) benannte ihn so, nachdem sie fünf Tage lang aufgrund einer bedrohlichen Wetterlage auf dem schneefreien Nordgrat des Berges Schutz suchen musste.